# San Luis Potosí (città)
La città di San Luis Potosí è il capoluogo dell'omonimo stato messicano.

## Storia
Fu fondata nel 1592 quando vennero scoperte le miniere d'oro e d'argento del Cerro de San Pedro. Il nome deriva dal santo patrono San Luis, Re de Francia (Luigi IX di Francia), e dalla località boliviana di Potosí, nella quale si trovavano delle miniere molto ricche.
Durante l'invasione francese fu sede del governo repubblicano guidato da Benito Juárez. Per il suo attivismo civico-democratico durante la seconda metà del secolo XX, la città è considerata anche come culla della nuova democrazia messicana.
Al 2009 è un'importante città industriale localizzata in una ricca regione agricola, di allevamenti e mineraria.

## Monumenti e luoghi d'interesse
Ha numerosi edifici in stile coloniale, in particolare è di pregio la facciata della Cattedrale Metropolitana di San Luigi Re che è la sede della arcidiocesi di San Luis Potosí. Sorge nel centro storico nel lato orientale della piazza principale. L'edificio fu costruito nell'anno 1670 e fu completato nell'anno 1730.
Inoltre la città ha monumenti di architettura barocca, neoclassica e con riferimenti all'Eclettismo che le permettono di essere considerata come candidata al Patrimonio dell'Umanità da parte dell'UNESCO.

## Economia
San Luis Potosí è una delle città storiche di produzione dell'argento ma è nota anche per l'allevamento.

## Amministrazione

### Gemellaggi
San Luis Potosí è gemellata con le seguenti città:
- Tulsa, Stati Uniti
- Pico Rivera, Stati Uniti
- Saint Louis, Stati Uniti
- Pharr, Stati Uniti
- Almadén, Spagna
- Santander, Spagna
- Sant Joan de les Abadesses, Spagna
- Potosí, Bolivia
- Guadalajara, Messico
- Aguascalientes, Messico
- Guadalupe, Messico
- Zacatecas, Messico
- Zapotlán el Grande, Messico
- Idrija, Slovenia